# A Chump at Oxford
A Chump at Oxford is een lange film van Laurel en Hardy uit 1940. De film is een parodie op de succesvolle film A Yank at Oxford (1938).

## Verhaal
Laurel en Hardy proberen aan de bak te komen als butler en dienstmeid en daarna als straatvegers. In die laatste hoedanigheid weten ze een bankovervaller te overmeesteren en uit dankbaarheid verstrekt de bankdirecteur hun een studiebeurs. Ze vertrekken naar Oxford alwaar ze door hun medestudenten een doolhof worden ingestuurd. Vervolgens halen de studenten nog een geintje uit door de werkkamer van de decaan aan Laurel en Hardy toe te wijzen als logeervertrek. Als dit uitkomt en de studenten wraak willen nemen krijgt Stan een schuifraam op zijn hoofd en krijgt de karaktertrekken van Lord Paddington, een vroegere geniale professor van Oxford. Stan leeft zich helemaal uit in die rol, gedraagt zich deftig en spreekt keurig Engels. De studenten worden door Lord Paddington, die een uitstekend vechter was, eruit gegooid. Tot slot valt het schuifraam weer op zijn hoofd en hij verandert weer in Stan.

## Rolverdeling
| Acteur            | Personage                  |
| ----------------- | -------------------------- |
| Stan Laurel       | Stan / Lord Paddington     |
| Oliver Hardy      | Ollie                      |
| Forrester Harvey  | Meredith                   |
| Wilfred Lucas     | Dean Williams              |
| Forbes Murray     | Banker                     |
| Frank Baker       | Dean's Servant             |
| Eddie Borden      | Student Ghost              |
| Gerald Rogers     | Student Johnson            |
| Charlie Hall      |                            |
| Victor Kendall    | Student                    |
| Gerald Fielding   | Student                    |
| Peter Cushing     | Student                    |
| Evelyn Barlow     |                            |
| Louise Bates      |                            |
| Harry Bernard     | politieman                 |
| Stanley Blystone  | politieman                 |
| Tom Costello      |                            |
| Richard Cramer    |                            |
| Jean De Briac     | Pierre                     |
| Marjorie Deanne   | genodigde etentje          |
| Herbert Evans     | Professor Crampton         |
| James Finlayson   | Mr. "Baldy" Vanderveer     |
| Anita Garvin      | Mrs. Vanderveer            |
| Mildred Gaye      |                            |
| Mack Germaine     |                            |
| Alec Harford      | taxibestuurder             |
| Jack Heasley      | hsotess                    |
| Jewel Jordan      |                            |
| Robert Kent       |                            |
| Rex Lease         | overvaller                 |
| Ethelreda Leopold | banksecretaresse           |
| Lois Lindsay      |                            |
| Sam Lufkin        | bestuurder watertankcamion |
| George Magrill    | bestuurder takelwagen      |
| Stan Mckay        |                            |
| James Millican    | chauffeur                  |
| Edmund Mortimer   | genodigde etentje          |
| Doris Morton      |                            |
| Edgar Norton      | Professor Witherspoon      |
| Vivien Oakland    | receptionist               |
| Jack Richardson   |                            |
| Ronald R. Rondell | genodigde etentje          |
| Elmer Serrano     |                            |
| Al Thompson       |                            |
| Bobby Tracy       |                            |